# Renaixement francès

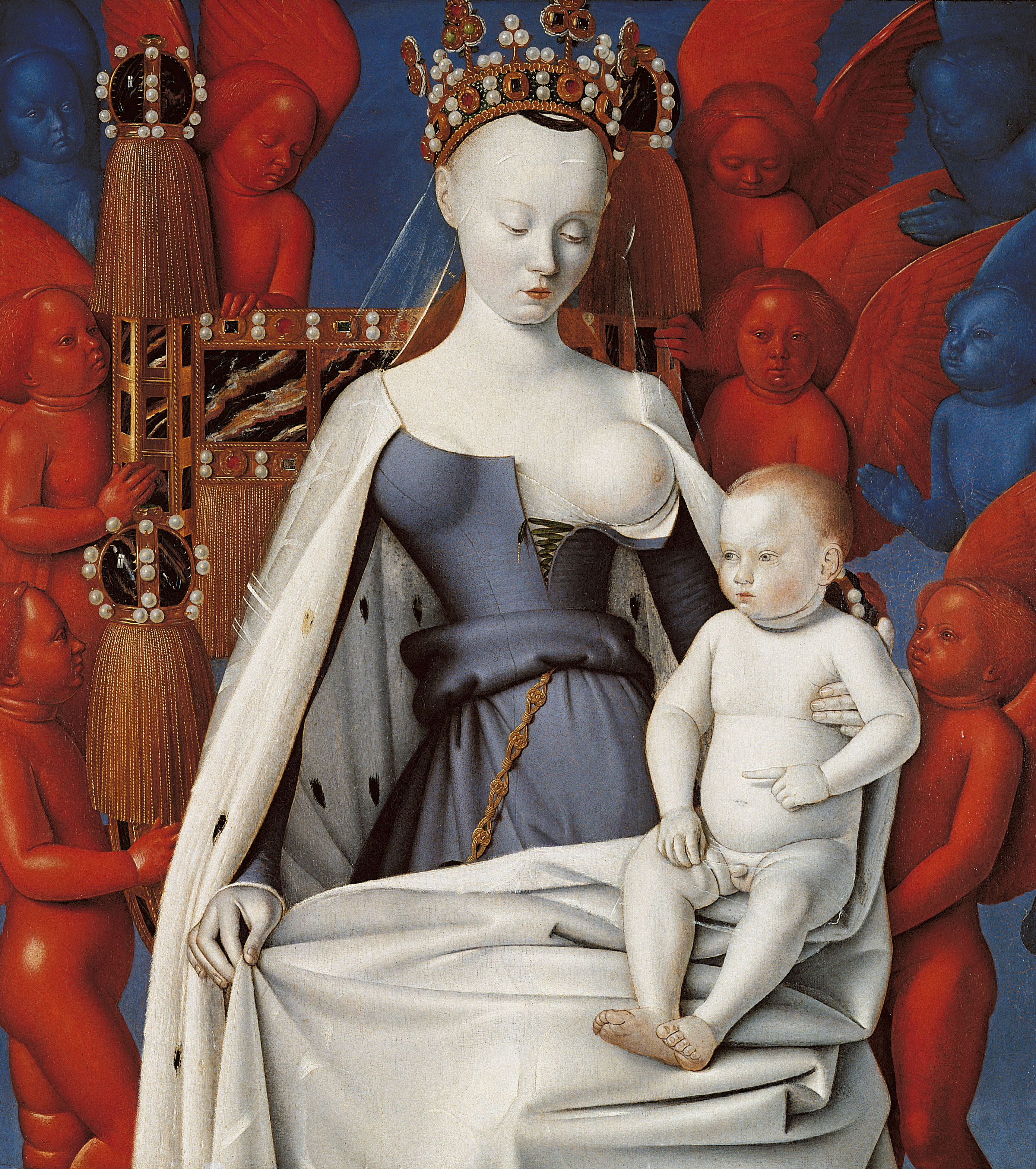
Jean Fouquet, Vegre amb el nen Jesús, (1450), Taula esquerra del díptic de Melun, 93 x 81 cm, Anvers, Koninklijk Mueum voor Schone Kunsten. Obra d'influència gòtica

Renaixement francès és el terme emprat per descriure el moviment cultural i artístic de la França de finals del segle xv fins a principis del segle xvii. Aquest moviment rep la influència del Renaixement italià, però es desenvolupà amb retard a causa de la Guerra dels Cent Anys.
Com a Itàlia, els trets característics d'aquest moviment van ser:
- la joia de viure
- la confiança en l'home
- la inquietud i el gust pel saber
- l'esperit de lliure judici

Aquest moviment va qüestionar la mentalitat de l'edat mitjana i va cercar noves formes de vida i civilització. Les possibilitats de difusió de la informació per la impremta, i el descobriment d'un nou món més enllà de l'Atlàntic, van modificar profundament la visió del món dels homes d'aquesta època.

## Orígens i especificitats franceses

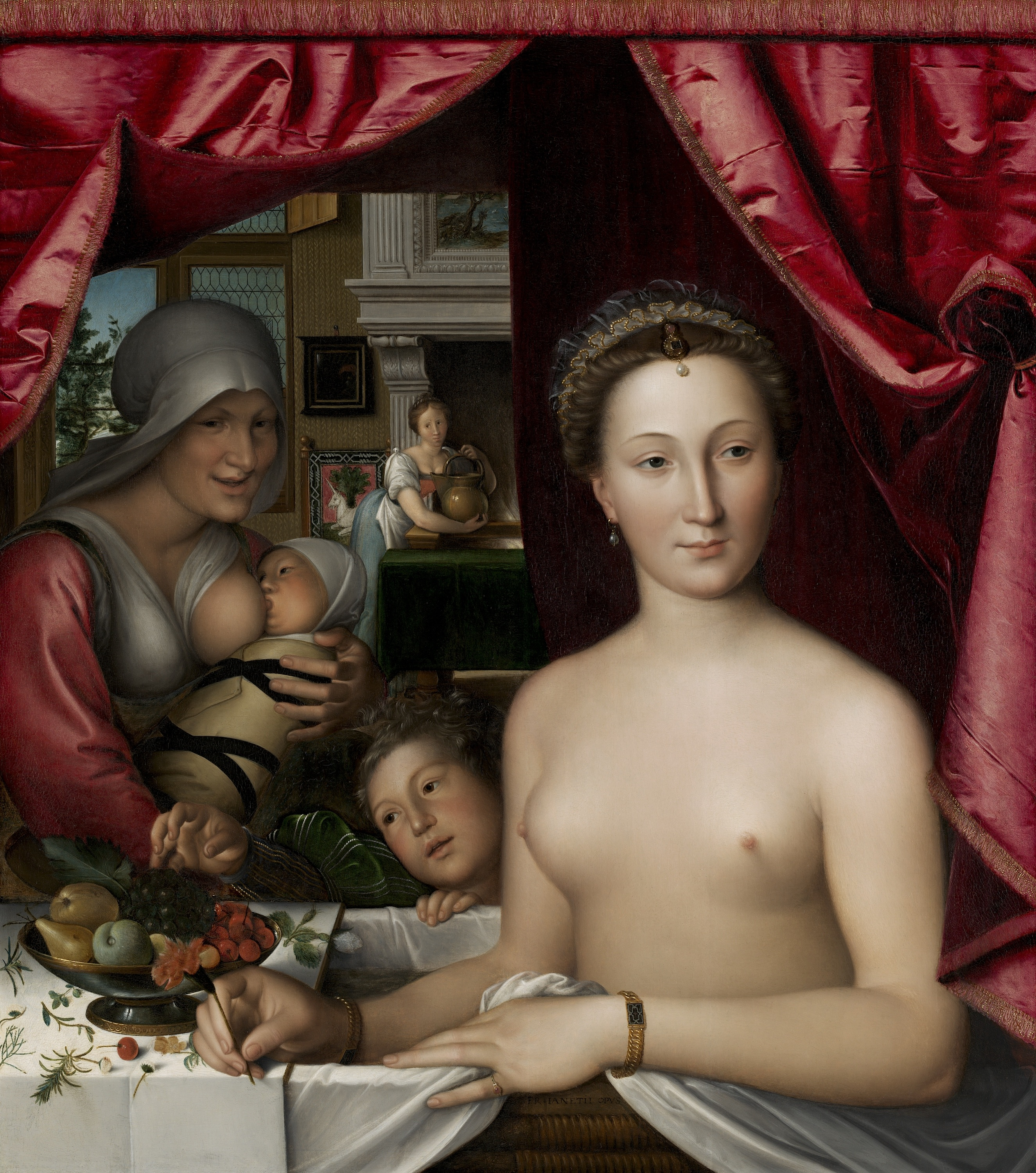
François Clouet, Dama en el seu bany,(1570) (National Gallery of art, Washington DC).

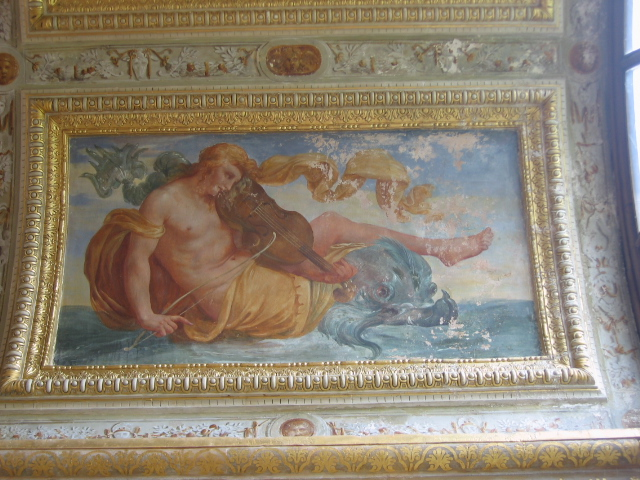
pintura al fresc, sala de ball del castell de Fontainebleau

Els historiadors han situat l'inici d'aquest moviment a França, en el començament de les anomenades Guerres d'Itàlia (1515), mentre que la seva fi és marcada per la firma de l'Edicte de Nantes (1598).
En una visió molt fixada en el paper del sobirà francès, es veu en efecte que un dels motors del Renaixement a França va ser el fet que el rei  Francesc I convidés artistes italians per concebre les seves residències reials, castells del Loira.
El Renaixement francès va tenir trets específics respecte als moviments que van tenir lloc als altres països europeus.
- Les concepcions dels francesos sobre l'art de viure i de pensar es van modificar gràcies al contacte directe amb l'obra dels italians en el transcurs de les Guerres d'Itàlia.

- Es frueix d'un entusiasme sense precedents per la renovació en tots els àmbits, es va anomenar la seva tasca «guerra contra la ignorància», «edat d'or», etcètera; qüestionant alguns trets de la cultura medieval.

No obstant això, tot el que va tenir lloc al segle xvi és la continuïtat dels processos dels segles precedents, en particular el resultat de l'experiència en nombrosos àmbits del coneixement: aixecats per missioners i exploradors (botànica, cartografia...), tècniques de posicionament i de navegació. La investigació de noves formes de vida i de civilització es va inspirar en els texts antics, grecs i llatins, que va començar durant la revolució del segle XII.
A França, el Renaixement, després del regnat centralitzador de Lluís XI, el poder del rei es va accentuar sobre els seus vassalls. Es va passar progressivament d'un règim feudal a un règim de sobirania. Francesc I va ser un dels primers monarques francesos, en el sentit propi del terme (en el sistema feudal, els reis eren senyors feudals dels seus vassalls, que prestaven jurament de fidelitat). L'absolutisme, va aparèixer amb  Enric IV, qui va acaparar poder com a resultat de l'edicte de Nantes (1598), i sobretot Lluís XIII (sota la influència molt forta de Richelieu), i es va consolidar amb Lluís XIV, que va ser recolzat en aquest aspecte per Bossuet.
A finals del segle xv, França rep una influència de l'art forà gràcies a la vitalitat cultural de la cort de Borgonya, amb les seves connexions flamenques, i el contacte vèlic amb terres italianes.
Destaquen els pintors Jean Clouet i el seu fill François Clouet i els italians Rosso Fiorentino, Francesco Primaticcio i Niccolò dell'Abbate de l'anomenada Escola de Fontainebleau (de 1531). Cal remarcar que Leonardo da Vinci va ser invitat per Francesc I, però a excepció dels treballs que va portar amb ell no va realitzar gaires encàrrecs pel monarca. En arquitectura destaca la presència de Giovanni Giocondo que reclamat per Carles VIII va acondicionar i rehabilitar diferents construccions com el Pont Notre-Dameaixí com Sebastiano Serlo (1475 - 1554) que amb les seves construccions i el seu Tractat d'Arquitectura de 1537 condicionarà els arquitectes francesos de més envergadura com Philibert de l'Orme (1515 – 1570) i Pierre Lescot (1510 - 1578).
En l'escultura, Benvenuto Cellini, deixarà una influència classicista que romandrà fins al segle xvii.

## Alt Renaixement

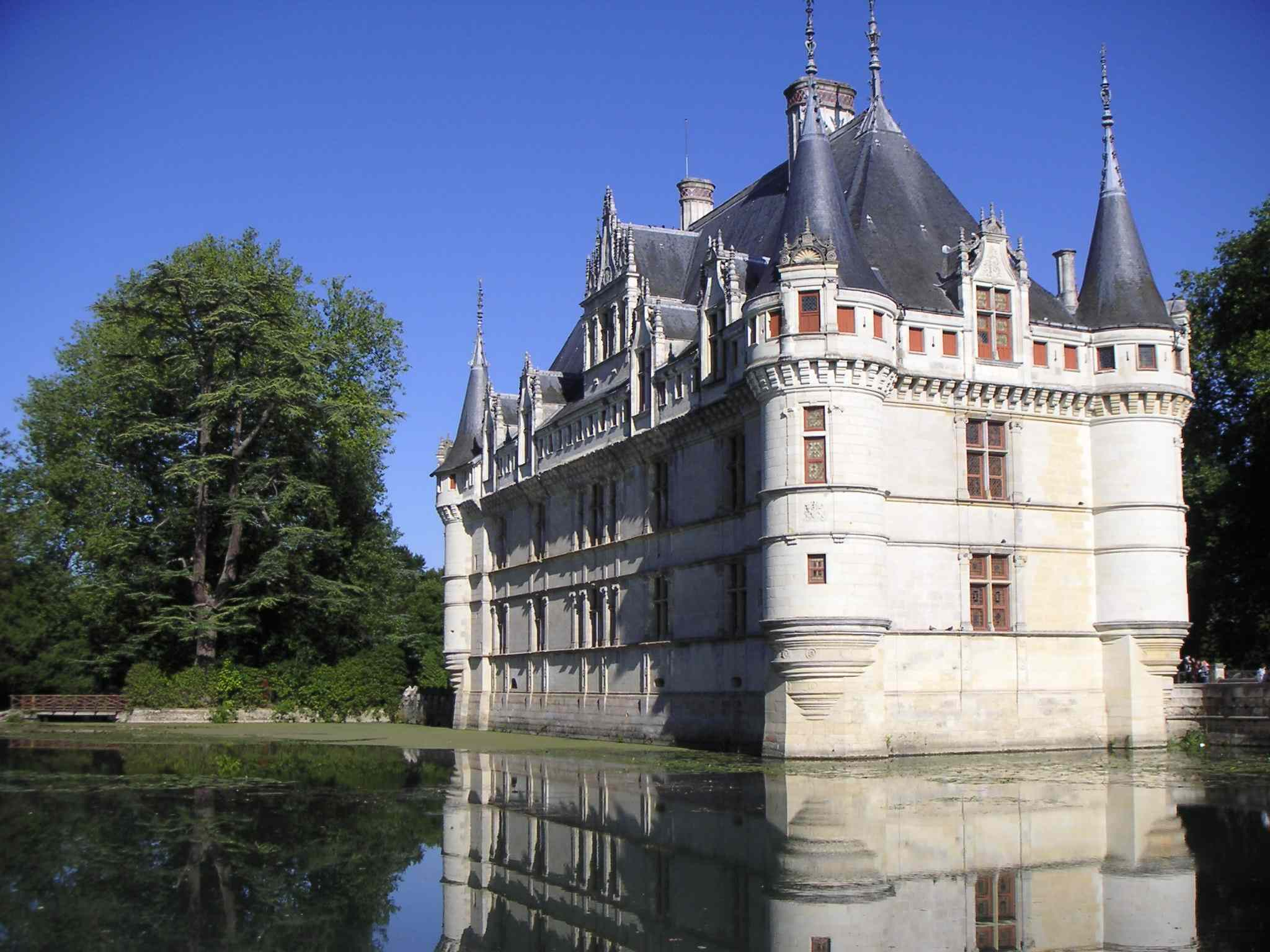
Castell d'Azay-le-Rideau a Indre i Loira.

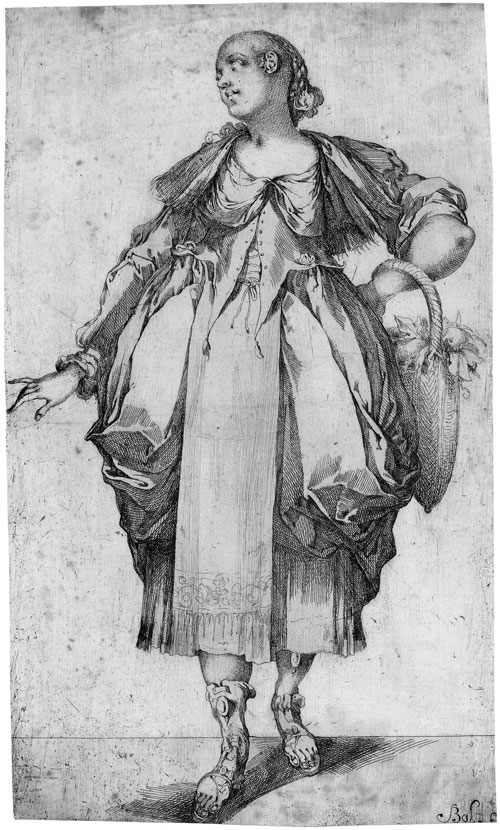
Jacques Bellange, Jardinera amb cistell, gravat, 1612

L'art del període comprès entre el regnat de Francesc I i el d'Enric IV està fortament influenciat pel manierisme italià, associat a pintors com  Michelangelo o Parmigianino. El manierisme disposa d'una retòrica visual que es caracteritza per figures allargassades i elegants i el gènere pictòric més característic és la pintura d'història.
Hi ha un considerable nombre d'artistes francesos de talent increïble en aquest període que realitzaren retrats sorprenentment realistes i manuscrits il·luminats notables, com els escultors Jean Goujon i Germain Pilon i el pintor Jean Fouquet, pintor de la cort reial nascut a Tours, que va visitar Itàlia el 1437 i reflecteix la influència de pintors florentins com Paolo Uccello. Encara que més conegut pels seus retrats com el de Carles VII de França, Fouquet també va crear il·luminació, i es creu que va ser l'inventor de la miniatura del retrat.
Es diu que la fita més elevada del Renaixement francès va ser la construcció dels Castells de la Vall de Loira; ja no concebuts com fortaleses sinó com palaus de camp que aprofitaven la riquesa dels rius i terres de la regió de Loira i mostren una destresa arquitectònica notable. Aquests castells encara disposen d'una influència gòtica. L'antic castell del Louvre a París es va reconstruir sota la direcció de Pierre Lescot i es va convertir en una icona entre els castells del Renaixement francès. A l'oest del Louvre, Caterina de Mèdici Es va fer construir per a ella el Palau de les Teuleries amb jardins extensos i una gruta.
Les Guerres de religió a França van arrossegar el país a trenta anys de guerra civil que va eclipsar molta producció artística més enllà de la propaganda religiosa i política.

## Manierisme
L'ascensió d'Enric IV de França al tron va portar un període de desenvolupament urbà intens a París, incloent-hi la construcció del Pont Neuf, el Palau des Vosges (anomenat el "Palau Reial"), el Palau Dauphine, i parts del Louvre. Enric IV va convidar els artistes Toussaint Dubreuil, Martin Fréminet i Ambroise Dubois a treballar en el castell de Fontainebleau, aquest grup tradicionalment es coneix com a Segona Escola de Fontainebleau. Maria de Mèdici, segona muller d'Enric IV, va convidar el pintor flamenc Peter Paul Rubens a França, i l'artista va pintar quadres de gran format per al Palau de Luxemburg de la reina a París. Un altre artista flamenc que va treballar per a la cort va ser Frans Pourbus el jove.
A fora de França, treballant pels ducs de Lorena, es localitza un estil manierista tardà molt diferenciat. Artistes com Jacques Bellange, Claude Deruet i Jacques Callot disposaven d'un lleuger contacte amb els artistes francesos del període, van desenvolupar un manierisme intensificat, extrem, i sovint eròtic (incloent-hi escenes de nit i imatges de malson), i varen realitzar excel·lents gravats.